# Ле Кром, Ронан
Ронан Ле Кром (фр. Ronan Le Crom; 13 июля 1974, Лорьян) — французский футболист, вратарь.

## Биография
Ронан Ле Кром — воспитанник «Осера», за который с перерывами играл с 1993 по 2002 год. В сезоне 1996/97 был отдан в аренду «Шатору», и выиграл с ним Французскую Лигу 2. В следующем сезоне Ле Кром снова арендован клубом Лиги 2, на этот раз «Валансом». Вернувшись в «Осер», четыре сезона был дублёром Фабьена Коля, сыграл лишь три игры.
Оставил Бургундию в 2002 году, присоединившись к «Генгаму». Проведя два сезона за бретонский клуб, привлек внимание главного тренера сборной Франции Жака Сантини, который включил Ле Крома в число 38 претендентов на участие в Евро-2004.
Тем же летом Ронан Ле Кром отправляется до конца сезона в аренду в «Сент-Этьен», но лишь в качестве дублёра Жереми Жано. Ле Кром провел за «зеленых» всего один матч — в Кубке Франции.
Не успев вернуться в «Генгам», которому по-прежнему принадлежит, Ронан Ле Кром отправляется в аренду в «Труа», где получает игровую практику и становится основным вратарем. Проведя в сезоне 2005/06 все 38 матчей в чемпионате и по одному в Кубке Франции и Кубке Лиги, Ронан подписывает полноценный контракт с командой из провинции Шампань.
В следующем сезоне Ронан также постоянно выходит на поле: 35 матчей в Лиге 1 и один в Кубке Лиги. Но команда выбывает в Лигу 2, и Ле Кром покидает её 3 июля 2007 года.
В тот же день он подписывает контракт с «Лансом», где попадает в запас. Не проведя ни одного матча в чемпионате и один в Кубке Франции, Ле Кром сыграл пять матчей в Кубке Лиги. Во многом благодаря 33-летнему вратарю «Ланс» удачно провёл кампанию в Кубке Лиги и дошёл до финала на «Стад де Франс», где уступил ПСЖ. Тем не менее новый главный тренер «Ланса» Жан-Ги Валлем не видит Ле Крома в команде, и контракт расторгается по обоюдному согласию.
23 июля 2008 года, вскоре после своего 34 дня рождения, голкипер подписывает двухлетний контракт с «Греноблем». В сезоне 2008/09 он проводит шесть матчей (один в чемпионате и пять в Кубке Франции). В следующем сезоне выходит на поле 19 раз (16 из них — в национальном первенстве). В конце сезона 2009/10 его контракт не был продлен.
Новый клуб 36-летний ветеран смог найти лишь в декабре 2010 года, им стал «Нанси». Соглашение вступило в силу 1 января 2011. За этот клуб Ронан так и не провёл ни одного матча ни в одном турнире.
Летом 2011 года тренер «Пари Сен-Жермен» Антуан Комбуаре хочет иметь трёх вратарей для подготовки команды к новому сезону, и Ле Кром присоединяется к Николя Душе и Альфонсу Ареоле. Однако вскоре ПСЖ покупает у «Палермо» Сальваторе Сиригу в качестве основного голкипера, и контракт Ле Крому не предлагают. В октябре 2011 «Ним Олимпик», играющий в Лиге 3, предложил Ле Крому контракт, но тот отказался. Между предсезонной подготовкой с ПСЖ в июле 2011 (и неподписанием в итоге контракта) и его подписанием в конце января 2012, Ронан серьезно подумывал о завершении карьеры и даже открыл у себя в городке клуб по волейболу и бадминтону.
12 января 2012 Ронан Ле Кром подписал контракт с «Пари Сен-Жермен» до конца сезона, став четвёртым в иерархии вратарей клуба после Сальваторе Сиригу, Николя Душе и Альфонса Ареолы. Летом 2012-го соглашение с ним было продлено до 30 июня 2013 года. Как и годом ранее, Ле Кром участвовал в предсезонных контрольных матчах. 12 июля 2012 года он вышел на второй тайм матча против «Штегерсбаха» из 3-го австрийского дивизиона и помог парижанам одержать победу со счетом 9:0.
26 мая 2013 года в последнем матче сезона Ле Кром сыграл с «Лорьяном», заменив Ареолу на 61-й минуте. На 81-й минуте был удалён за фол последней надежды, после чего место в воротах занял защитник Мамаду Сако.
Свой единственный матч за ПСЖ провел в своем родном городе — Лорьяне

## Интересные факты
- Единственный вратарь-чемпион Лиги 1, не пропустивший ни одного гола[источник не указан 3088 дней].
- Экс-напарник голкипера по «Нанси», нападающий сборной Таити Марама Ваируа включил Ле Крома в свою символическую сборную. Кроме того, выступая за «Лорьян», Ваируа столкнулся с матерью Ле Крома, понятия не имея, кто был её сын [4].
- В 2014 после встречи с братьями Кантона, согласился сыграть за пляжную сборную Франции по футболу. Вратарь провел 2 товарищеских матча против сборной Англии в конце марта [5].